# Phasiinae
Phasiinae – podrodzina owadów z rodziny rączycowatych (Tachinidae).

## Wybrane rodzaje
- Plemię Catharosiini
  - Catharosia Róndani, 1868[1]
  - Litophasia Girschner, 1887[1]

- Plemię Cylindromyiini
  - Besseria Robineau-Desvoidy, 1830[2]
  - Catapariprosopa Townsend, 1927[2]
  - Cylindromyia Meigen, 1803[1][2]
  - Hemyda Robineau-Desvoidy, 1830[1][2]
  - Lophosia Meigen, 1824[1][2]
  - Penthosia van der Wulp, 1892[3]
  - Phania Meigen, 1824[1]

- Plemię Eutherini
  - Redtenbacheria Schiner, 1861 [1]
  - Euthera Loew, 1854[4]

- Plemię Leucostomatini
  - Calyptromyia Villeneuve, 1915[2]
  - Cinochira Zetterstedt, 1845[1][4][3]
  - Clairvillia Robineau-Desvoidy, 1830[1][4][3]
  - Clairvilliops Mesnil, 1959[2]
  - Dionaea Robineau-Desvoidy, 1830[1][4]
  - Labigastera Macquart, 1834[1][4]
  - Leucostoma Meigen, 1803[1][4][3]

- Plemię Phasiini
  - Cistogaster Latreille, 1829[1]
  - Clytiomya Róndani, 1861[1]
  - Gymnoclytia Brauer & von Bergenstamm, 1893[3]
  - Gymnosoma Meigen, 1803[1]
  - Opesia Robineau-Desvoidy, 1863[1]
  - Phasia Latreille, 1804[1]
  - Subclytia Pandellé, 1894[1]